# Scott Dixon

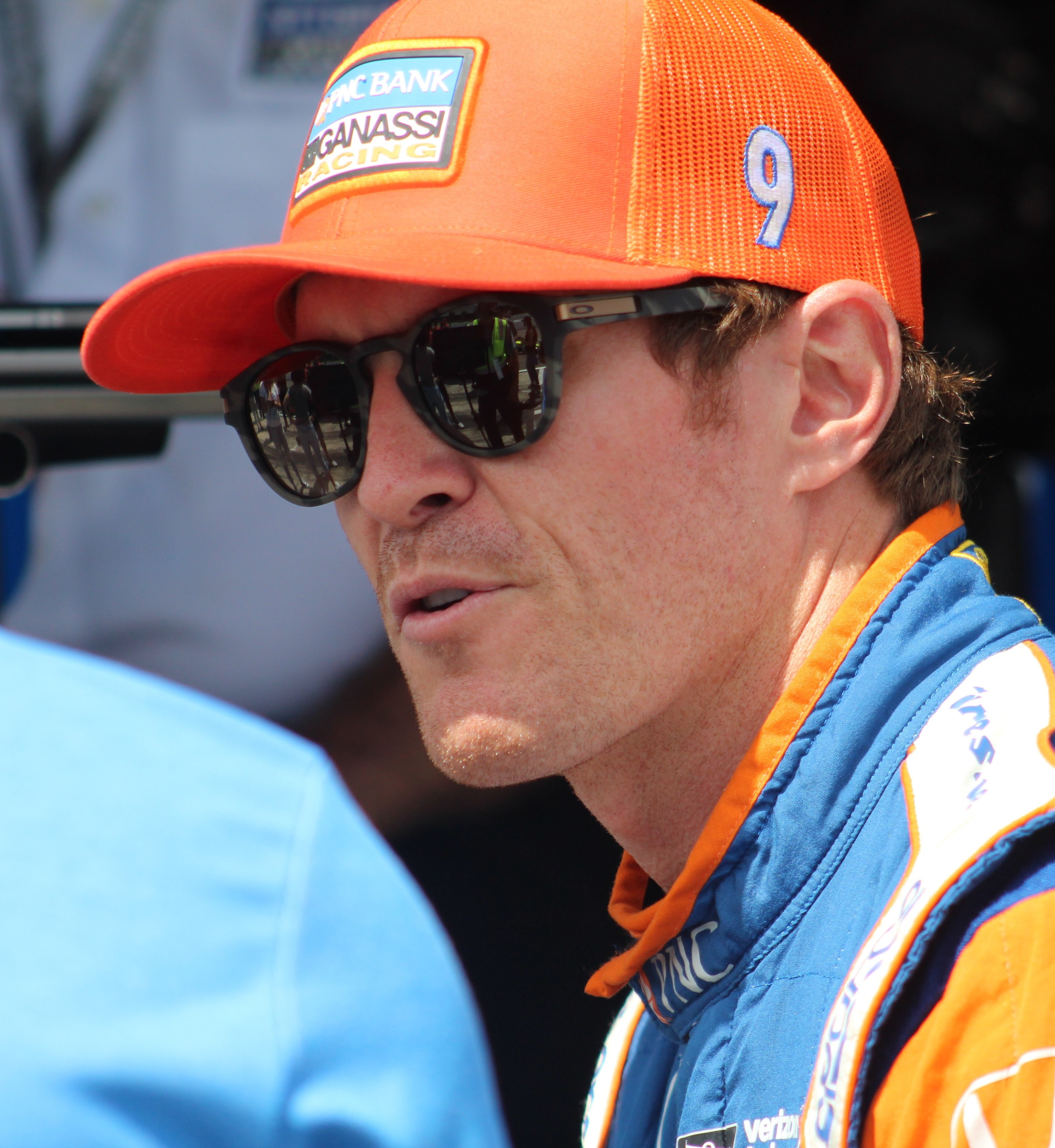
Scott Dixon

Scott Ronald Dixon (sinh ngày 22 tháng 7 năm 1980), biệt danh The Iceman, là một tay đua xe chuyên nghiệp người New Zealand nhưng sinh ra tại Brisbane, Úc. Anh hiện đang đua trong giải IndyCar Series, đồng thời là là nhà vô địch tại các mùa giải 2003, 2008, 2013, 2015, 2018 và 2020 cùng đội đua Chip Ganassi Racing.